# Hasan Padamsee
Hasan Saruda Padamsee (* 1945) ist ein US-amerikanischer Physiker, der sich mit Hochenergiebeschleunigern befasst.
Padamsee studierte an der Brandeis University mit dem Bachelor-Abschluss 1967 und wurde 1973 an der Northeastern University promoviert. Danach forschte er an der Cornell University über Hochfrequenztechniken für Supraleiter (Superconducting Radio Frequency, SRF) für die Beschleunigerphysik. Unter anderem klärte er die Vorgänge bei thermischem Zusammenbruch der Supraleitung auf und fand einen Ausweg in der Verwendung von sehr reinem Niob mit hohem Restwiderstandsverhältnis. Er initiierte 1990 an der Cornell University das  TESLA-Projekt, das später in eine internationale Kollaboration mündete, und das Projekt des International Linear Collider. 2014 wurde er am Fermilab technischer Leiter für die Entwicklung von SRF für die Linac Coherent Light Source II am SLAC und für das Proton Improvement Program (PIP-II) am Fermilab.
1981 war er Gastwissenschaftler am CERN. Er hielt später auch Vorlesungen am CERN über SRF.
2015 erhielt er den  Robert R. Wilson Prize. 2012 erhielt er den IEEE Particle Accelerator Science and Technology Award (PAST) und 1993 wurde er Fellow der American Physical Society.

## Schriften
- RF superconductivity: science, technology, and applications. Wiley 2009
- mit Jens Knobloch, Tom Hays: RF superconductivity for accelerators. 2. Auflage, Wiley-VCH 2008